# HMS Blankney (L30)
Le HMS Blankney (pennant number L30) est un destroyer d'escorte de classe Hunt de type II construit pour la Royal Navy pendant la Seconde Guerre mondiale.

## Construction
Le Blankney est commandé le 20 décembre 1939 dans le cadre du programme d'urgence de la guerre de 1939 pour le chantier naval de John Brown Shipbuilding & Engineering Company de Clydebank en Ecosse sous le numéro J1570. La pose de la quille est effectuée le 17 mai 1940, le Blankney est lancé le 19 décembre 1940 et mis en service le 11 avril 1941.
Il est parrainé par une communauté civile de Nantwich dans le Cheshire pendant la campagne nationale du Warship Week (semaine des navires de guerre) en mars 1942. La ville a encore deux routes nommées d'après le destroyer, Blankney Avenue et The Blankney. Il y a une plaque suspendue dans Civic Hall, commémorant le soutien de la ville à l'équipage.
Les navires de classe Hunt sont censés répondre au besoin de la Royal Navy d'avoir un grand nombre de petits navires de type destroyer capables à la fois d'escorter des convois et d'opérer avec la flotte. Les Huntde type II se distinguent des navires précédents type I par une largeur (Maître-bau) accru afin d'améliorer la stabilité et de transporter l'armement initialement prévu pour ces navires.
Le Hunt type II mesure 80,54 m de longueur entre perpendiculaires et 85,34 m de longueur hors-tout. Le Maître-bau du navire mesure 9,60 m et le tirant d'eau est de 3,51 m. Le déplacement est de 1 070 t standard et de 1 510 t à pleine charge.
Deux chaudières Admiralty produisant de la vapeur à 2 100 kPa et à 327 °C alimentent des turbines à vapeur à engrenages simples Parsons qui entraînent deux arbres d'hélices, générant 19 000 chevaux (14 000 kW) à 380 tr/min. Cela donné une vitesse de 27 nœuds (50 km/h) au navire. 281 t de carburant sont transportés, ce qui donne un rayon d'action nominale de 2 560 milles marins (4 740 km) (bien qu'en service, son rayon d'action tombe à 1 550 milles marins (2 870 km)).
L'armement principal du navire est de six canons de 4 pouces QF Mk XVI (102 mm) à double usage (anti-navire et anti-aérien) sur trois supports doubles, avec un support avant et deux arrière. Un armement antiaérien rapproché supplémentaire est fourni par une monture avec des canons quadruple de 2 livres "pom-pom" MK.VII et deux canons Oerlikon de 20 mm Mk. III montés dans les ailes du pont. Les montures jumelles motorisées d'Oerlikon sont remplacées par des Oerlikons simples au cours de la guerre. Jusqu'à 110 charges de profondeur pouvaient être transportées,. Le navire avait un effectif de 168 officiers et hommes,.

## Histoire

### Seconde guerre mondiale

#### 12egroupe d'escorte
À partir d'octobre 1941, le Blankney est membre du 12e Groupe d'escorte basé à Derry, en Irlande du Nord. En décembre, il est envoyé pour renforcer le groupe de "tueurs" de U-Boote (sous-marins) du commandant Johnny Walker qui escorte le convoi HG76 pour le passage à Gibraltar.
Le 17 décembre 1942, le sous-marin allemand U-131 est repéré à la surface par un Martlet du squadron 802 NAS du porte-avions d'escorte Audacity et est contraint de plonger. Après avoir été endommagé lors d'une attaque par des charges de profondeur par le sloop Pentstemon, le U-131 tente de s'échapper à la surface. Le Martlet mitraille l'U-Boot, mais est abattu par la même occasion.
Le U-131 est bombardé par les destroyers d'escorte britanniques Exmoor et le Blankney, le destroyer Stanley, les sloops Pentstemon et Stork. Réalisant que la situation est désespérée, l'équipage saborde le sous-marin à la position géographique de 34° 12′ N, 13° 35′ O. Les 47 membres d'équipage ont survécu et sont faits prisonniers,.
Le 18 décembre, le Stanley repére le U-434 à la surface et le poursuit. Pendant que le sous-marin plonge, le Blankney établit un contact avec son sonar ASDIC et effectue trois attaques avec des charges de profondeur. L'U-434 est gravement endommagé, mais réussit à refaire surface et à permettre à son équipage de s'échapper avant de couler à la position géographique de 36° 15′ N, 15° 48′ O. Le Blankney sauve l'équipage avant de retourner à Gibraltar pour se ravitailler.

#### Convois arctiques
Au début de 1942, le Blankney est en réparation à Gibraltar, avant de faire partie de l'escorte du convoi arctique WS16. Plus tard, il fournit la couverture du convoi russe PQ17 et le retour du convoi PQ13 de Mourmansk à l'Islande. En juillet 1942, le Blankney est endommagé lors d'une collision et passe trois mois dans le nord de la Russie en réparation, avant de quitter Archangel dans le cadre de l'escorte du convoi PQ14.
Le Blankney passe le reste de l'année en réparation au Loch Ewe avec un rôle secondaire pour fournir une escorte locale pour le convoi JW51B

#### Opérations en Méditerranée
Pendant l'opération Husky, le Blankney est en mesure de fournir une défense aérienne et un bombardement à terre dans la région de Bark East Landing avec un autre destroyer, Puckeridge.
Le 10 mars 1944, le Blankney, le Blencathra, le Brecon, le Exmoor et le destroyer américain USS Madison coulent le U-450 dans la Méditerranée occidentale au sud d'Ostie, à la position géographique de 41° 11′ N, 12° 27′ E, dans une attaque coordonnée de charges de profondeur. Les 42 membres d'équipage du sous-marin sont sauvés et sont devenus prisonniers de guerre.
Dans la nuit du 2 mai 1944, l'U-371 est repéré lorsqu'il fait surface presque au milieu du convoi au large de Djidjelli sur la côte algérienne et effectue immédiatement un plongeon. Lorsque le sous-marin refait surface, il est détecté par l'USS Menges, qà une distance de 3 000 m. Le U-371 tire une torpille, puis plonge. le Menges est touché et le tiers arrière du navire est détruit, mais il reste à flot.
Le Blankney en compagnie des destroyers d'escortes américains  USS Pride et USS Joseph E. Campbell, ainsi que des destroyers d'escortes de la France libre Sénégalais et L'Alcyon, sont chargés de trouver l'U-371 et utilisent une nouvelle tactique de chasse sous-marine appelée "Swamp". Cela exigeait que l'emplacement connu d'un U-Boot soit rempli de navires et d'avions d'escorte, afin de fouiller systématiquement la zone, forçant le U-Boot à rester immergé jusqu'à ce que ses batteries ou son air s'épuisent et soit forcé de refaire surface.
Le U-371 gît sur le fond marin à environ 240 mètres de profondeur pour le reste de la journée pour échapper à la détection du sonar, avant que le commandant du U-Boot soit forcé de refaire surface et de tenter de s'échapper dans l'obscurité. Le Blankney et les autres escortes repérent le sous-marin et font immédiatement feu sur lui, marquant plusieurs coups. Le sous-marin riposte et réussit à frapper le Sénégalais avec une torpille, causant des dégâts. La situation de l'U-371 est désespéré car il est incapable de plonger et fait face à une puissance de feu massivement supérieure de la part des destroyers attaquants. Le U-371 coule à la position géographique de 37° 49′ N, 5° 39′ E. La plupart de son équipage saute par-dessus bord et se fait prisonnier. Il y a 3 morts lors de cette attaque.

#### Jour J, 6 juin 1944
Pendant l'opération Neptune, le Blankney est membre de la Force K (Gunfire Support Bombarding), affecté à Gold Beach lors de l'opération du débarquement allié en Normandie.

#### Fin de la guerre
Après l'opération Neptune, le Blankney est déployé dans et autour de la Manche et de la mer du Nord pour se prémunir contre toute tentative de schnellboote ou de U-Boote de poser des mines navales dans l'estuaire de la Tamise.
Sa guerre a pris fin lorsqu'en août 1945, après le jour de la victoire sur le Japon, il retourne au Royaume-Uni où il est affecté à Sheerness dans le cadre de la flotte de réserve (Reserve Fleet).

### Après guerre
Le Blankney est réaménagé après la reddition du Japon et retourne au Royaume-Uni. En mai 1946, il est désarmé et entre dans la Réserve à Devonport. Le navire subit un autre carénage en 1948 et est ensuite affecté dans la flotte de réserve à Sheerness.
En 1952, il est transféré à Hartlepool et l'approbation a été donnée pour qu'il soit inscrite sur la liste de démolitions le 22 octobre 1958. Il est vendu à BISCO pour un démantèlement par Hughes Bolcow à Blyth. Il est remorqué au chantier du démolisseur le 9 mars de la même année.

### Honneurs de bataille
- ATLANTIC 1941-43
- MALTA CONVOYS 1942
- ARCTIC 1942-43
- SICILY 1943
- SALERNO 1943
- NORMANDY 1944
- MEDITERRANEAN 1944

### Commandement
- Lieutenant Commander (Lt.Cdr.) Philip Frederick Powlett (RN) du 27 février 1941 au 11 mars 1943
- Lieutenant Commander (Lt.Cdr.) Douglas Henry Reid Bromley (RN) du 11 mars 1943 au 24 avril 1944
- Lieutenant (Lt.) Bernard Henry Brown (RN) du 24 avril 1944 au 1er avril 1946

## Hommage
Son badge peut encore être vu peint sur le côté du mur de la cale sèche de Selborne à Simonstown, en Afrique du Sud.
Le 7 septembre 1989, un timbre postal de 22 penny avec l'insigne de navire a été émis (SG616).